# Chiesa di San Bartolomeo (Montegemoli)
La chiesa di San Bartolomeo è una chiesa cattolica, sita a Montegemoli, nel comune di Pomarance, in provincia di Pisa.

## Descrizione
Ricordata per la prima volta nel 1135, ha subito diverse modifiche e restauri nel XVIII secolo, nel 1841 e nel 1993. La facciata, in pietra, è stata riportata all'originaria configurazione dopo l'intervento di restauro degli anni novanta del Novecento.
È una costruzione a capanna, a una navata e senza abside; il soffitto a capriate è stato voltato e affrescato forse nel Settecento. La finestrella sul lato destro del presbiterio è una feritoia come quelle, oggi coperte dall'intonaco, che si aprivano su tutta la lunghezza del muro destro, e che testimoniano la funzione della chiesa anche come baluardo integrato del sistema difensivo del paese.
Tra le opere contenute all'interno si segnalano l'acquasantiera, in alabastro; l'altare a mensa rettangolare secentesca; la tavola della Madonna delle Grazie, raffigurante la Madonna col melograno e il Bambino. Quest'ultima è una tempera su tavola, commissionata al pittore Francesco Neri Guntarini da Volterra da Coluccio Frescolini di Montegemoli, databile intorno al 1360, ed è considerata importante per la ricostruzione del percorso stilistico del pittore.